# جان دبلیو. کمبل
 جان دبلیو. کمبل (انگلیسی: John W. Campbell؛ ۸ ژوئن ۱۹۱۰ – ۱۱ ژوئیهٔ ۱۹۷۱) یک ویراستار، و نویسنده در سبک علمی تخیلی اهل ایالات متحده آمریکا بود. نوشته‌های وی بر ایزاک آسیموف تاثیر گذارد.